# 索命影帶
《索命影帶》（英語：V/H/S）是一部2012年美國恐怖多段式電影，由布拉德米斯卡、血腥噁心網站創作。電影主要以拾得錄像的方式拍攝。電影主要由五名導演亞當·溫高德、大衛·布克納、提·威斯特、格倫·麥奎德、喬·斯萬伯格，以及無線電沉默影業執導與撰寫一系列短片。
這部電影在2012年太陽電影節上首映，並於2012年8月31日正式上映。電影也同時在2012年10月5日在美國和2013年1月18日在英國舉辦戲劇首映會。
其續集為2013年的《索命影帶2》與2014年的《索命影帶3》與2016年改編自篇章〈夜間差事〉（Amateur Night）的衍生作《妖物》。之後相繼推出了2021年的《索命影帶94》、2022年的《索命影帶99》、和2023年的《索命影帶85》。

## 劇情
蓋瑞、札克等人是一群無惡不作的非法之徒。一位匿名人士委託他們，需要他們闖入某住戶家竊取一捲神秘的錄影帶。
當闖進屋內，發現一具老人的屍體坐在正在播放雜訊的電視機前。在尋找錄影帶的同時，他們播放了其中幾捲錄影帶，並目擊了五段不可思議、卻又絕對真實的恐怖紀錄…

## 篇章
本電影由多段式恐怖電影的選集呈現，發生在一個架構故事內，共同從一部故事接著觀看以下篇章故事，使每個篇章故事都以拾得錄像的概念連結在一起。

### 〈影帶56〉（）
由亞當·溫高德執導。
一位匿名人士僱用蓋瑞、札克等人組成的犯罪組織闖入一所房屋竊取一捲「神秘錄影帶」。在搜索的途中找到多捲錄影帶，並觀看一捲標記「影帶56」的錄影帶內容。

### 〈夜間差事〉（）
由大衛·布克納執導。
蕭恩、派翠克、克林特打算帶女人去汽車旅館房間做愛，但是在前往酒吧的過程中遇到一名神秘怪異的女子莉莉，她非常喜歡克林特，所以順便帶莉莉一起跟隨他們去汽車旅館，卻沒有想到這名神秘女子是傳說中的恐怖生物「魅魔」...

### 〈第二次蜜月〉（）
由提·威斯特執導。
已婚夫婦山姆和史蒂芬妮將前往亞利桑那州度蜜月，在過程中半夜他們遭遇一名心懷不軌的陌生女子跟蹤...

### 〈17號星期二〉（）
由格倫·麥奎德執導。
喬伊、史派德、薩曼莎陪伴他們的新朋友溫蒂進行一年一度的森林湖泊之旅。但溫蒂告訴他們這座森林是一名兇手殺害許多人的不祥之地，但喬伊等人不以為意。於是在當天晚上這名兇手現身展開獵殺行動，但是這名兇手是用肉眼無法看不見的，溫蒂發現只能使用攝像頭才能看見兇手的一舉一動，他們能否逃過一劫呢？

### 〈艾米麗年輕時發生的病痛〉（）
由喬·斯萬伯格執導。
艾米麗透過視訊告訴她的男友詹姆斯，她手臂上有一個奇怪的腫塊，這讓她想起了年輕時曾經發生的一次事故。她的房間不時常常出現一名沒有實體幽靈般的小男孩穿過她的房間，這讓艾米麗覺得她的房子鬧鬼。

### 〈10/31/98〉
由無線電沉默影業執導。
1998年萬聖節之夜，泰勒、查德、馬特和保羅前往參加萬聖節派對，但卻走錯地址。四人相信自己是最早到達的，於是偷偷溜進去這間房子。他們開始經歷許多超自然現象，但他們相信自己身處鬼屋派對景點玩耍，直到一場詭異的驅魔儀式的開始，他們才覺得似乎好像不太對勁...

## 演員

### 影帶 56（Tape 56）
- 卡爾文·里德 飾演 蓋瑞（Gary）
- 林·修斯（英语：Lane Hughes） 飾演 札克（Zak）
- 肯德克·奧德利 飾演 洛克斯（Rox）
- 亞當·溫高德 飾演 布萊德 （Brad）
- 法蘭克·薩克（英语：Frank Stack） 飾演 老人
- 薩拉·柏恩 飾演 艾比（Abbey）
- 馬利沙·伯萊特 飾演 塔比瑟（Tabitha）
- 西蒙·巴雷特（英语：Simon Barrett (filmmaker)） 飾演 史蒂芬（Steve）
- 安德魯·德羅茲·巴勒莫 飾演 菲爾特·達格 （Fifth Thug）

### 夜間差事（Amateur Night）
- 漢娜·菲曼（英语：Hannah Fierman） 飾演 莉莉（Lily）
- 麥克·唐倫 飾演 蕭恩（Shane）
- 喬·賽克斯 飾演 派翠克（Patrick）
- 德魯·索耶 飾演 克林特（Clint）
- 賈斯·薩姆斯 飾演 麗莎（Lisa）
- 庫斯伯特·華萊斯 飾演 「牙刷」（Toothbrush）

### 第二次蜜月（Second Honeymoon）
- 喬·斯萬伯格 飾演 山姆（Sam）
- Sophia Takal 飾演 史蒂芬妮（Stephanie）
- 索菲亞·塔克爾（英语：Kate Lyn Sheil） 飾演 神秘女子

### 17號星期二（Tuesday the 17th）
- 諾卡·C·奎茵諾斯 飾演 溫蒂（Wendy）
- 德魯·莫利 飾演 喬伊·布倫納（Joey Brenner）
- 朱尼·優爾德 飾演 薩曼莎 （Samantha）
- 傑森·亞寧 飾演 史派德（Spider）
- 布萊斯·伯克 飾演 故障視頻顯現的殺人魔

### 艾米麗年輕時發生的病痛（The Sick Thing That Happened to Emily When She Was Younger）
- 海倫·羅傑斯 飾演 艾米麗（Emily）
- 丹尼爾·考夫曼 飾演 詹姆士（James）
- 莉茲·哈維 飾演 接任女孩
- 柯瑞·費茲派崔克 飾演 異化的女孩
- 艾瑟亞·希爾曼 飾演 異化的男孩
- 塔利亞·希爾曼 飾演 異化的小女孩

### 10/31/98（即1998年的萬聖節）
- 查德·維利亞（英语：Chad Villella） 飾演 查德（Chad）
- 馬特·貝蒂內利-奧爾平 飾演 馬特（Matt）
- 泰勒·吉利特（英语：Tyler Gillett） 飾演 泰勒（Tyler）
- 保羅·納託內克 飾演 保羅（Paul）
- 妮可·埃爾伯 飾演 詭異的女子
- 約翰·沃爾特 飾演 邪教教主
- 埃里克·柯蒂斯 飾演 邪教成員

## 外部連結
- 官方网站
- 互联网电影数据库（IMDb）上《索命影帶》的资料（英文）
- AllMovie上《索命影帶》的资料（英文）
- Box Office Mojo上《索命影帶》的資料（英文）
- 爛番茄上《索命影帶》的資料（英文）
- Metacritic上《索命影帶》的資料（英文）